# Santiago Fisas
Santiago Fisas Ayxelá (Barcelona, 29 de agosto de 1948) es un político español de la Lliga Democràtica.

## Biografía
Tras licenciarse en Derecho por la Universidad de Barcelona (1971) y diplomarse en el Programa de Alta Dirección de Empresas por el IESE, entra a formar parte, en 1975 del Consejo General del Centre Català, donde permanece hasta 1978.
Tras las elecciones generales de España de 1996 se afilia al Partido Popular, siendo nombrado primero director general de Deportes (1996-1998) y más tarde secretario de Estado para el Deporte (1998-1999) por Esperanza Aguirre, entonces ministra del ramo.
En las elecciones municipales de 1999 encabezó las listas del Partido Popular a la Alcaldía de Barcelona, conservando el asiento de Concejal en el pleno de dicho Ayuntamiento hasta 2002, cuando dejó el puesto para ser nombrado vicepresidente primero del Comité Olímpico Español (COE). Desempeñó el cargo hasta 2004, cuando Esperanza Aguirre lo nombró Consejero de Cultura y Deportes de la Comunidad de Madrid, cargo que ejerció hasta 2009. Ese año, fue elegido miembro del Parlamento Europeo por el Partido Popular y en las elecciones de 2014.
Además, entre 1996 y 2004, ha sido vocal de la Comisión Ejecutiva y Junta de Gobierno del Consorcio y del Patronato de la Fundación del Gran Teatro del Liceo y desde 1987 es patrono de la Fundación del Museo de Arte Contemporáneo de Barcelona.
En 2019 abandonó el Partido Popular junto con Josep Ramon Bosch para fundar un nuevo proyecto político catalanista, la Lliga Democràtica.

## Condecoraciones
- Gran Cruz de la Orden de Isabel la Católica (1999)[4]
- Oficial de la Orden de las Artes y las Letras (2007)[5]
- Gran Cruz de la Orden del Dos de Mayo (2011)[6]